# TV 2 (Dánsko)
TV 2 je dánská státní televizní stanice, se sídlem v Odense. Stanice začala vysílat 1. října 1988, čímž ukončila nadvládu vysílatele Danmarks Radio (DR) jako jediného veřejnoprávního vysílatele v zemi.

## Historie
TV 2 má šest dceřiných stanic, mezi které patří TV 2 Zulu, zaměřený na mládež; TV 2 Charlie, orientovaný na starší diváky; TV 2 News, 24hodinový zpravodajský kanál (v činnosti od 1. prosince 2006); TV 2 Film, filmový kanál (v činnosti od 1. listopadu 2005); TV 2 Sport, specializovaný sportovní kanál a TV 2 Fri, kanál pro volný čas a hobby (v činnosti 5. května 2013). Je zde i internetový kanál TV 2 Sputnik, který začal vysílat v prosinci 2004.
Má asi 1 000 zaměstnanců a tržby ve výši 1,9 miliardy DKK (2006). Stanice je aktivním členem Evropské vysílací unie od roku 1990.
Dne 23. srpna 2006 získala v aukci FM licenci od rozhlasu Sky Radio. Aukce trvala 20 minut a vítězná nabídka činila 23 000 000 DKK.
Od 1. listopadu 2009 jsou všechny dánské televize převedeny do digitální televizní vysílání v DVB-T se standardy MPEG4. TV 2 svůj hlavní kanál nekóduje, ale pro přístup ke stanicím TV2 Zulu, TV2 Charlie, TV2 Film, TV2 News a TV2 Sport nutná dekódace.
Od svého počátku bylo možné přijímat hlavní kanál TV2 mimo Dánsko, a to především v nejjižnější části Švédska a na hranicích s Německem (kde dánská menšina žije), ale s platností od 11. ledna 2012 se rozhodla, že bude kódovat i svůj hlavní kanál. Což znamená velké potíže pro diváky v Německu a ve Švédsku. Hlavním problémem je to, že odběratelé potřebují dánskou poštovní adresu pro objednání dekódovací karty. Vysílatel nicméně prohlásil, že se zaměřuje na řešení tohoto problému, protože TV2 Danmark je považována za tradiční kanál, který vysílá i na území mimo Dánska.

## Regiony TV 2
| Region          | Oblast, ve které působí               |  |
| --------------- | ------------------------------------- |  |
| TV Syd          | jižní Jutsko včetně jižního Šlesvicka |  |
| TV 2/Fyn        | ostrov Fyn                            |  |
| TV 2/Øst        | západní Sjælland                      |  |
| TV 2/Nord       | severní Jutsko a Faerské ostrovy      |  |
| TV 2/Lorry      | severní Sjælland a Kodaň              |  |
| TV/Midt-Vest    | centrální a západní Jutsko            |  |
| TV 2/Østjylland | východní Jutsko                       |  |
| TV 2/Bornholm   | ostrov Bornholm                       |  |

## Pořady
Ve všední dny program začíná pořadem Go'morgen Danmark (doslova Dobré ráno, Dánsko), dánská ranní talkshow.
Mezi 11:00 až 12:30 je slovo předáno regionálním mutacím, které přeruší národní zprávy. Následuje odpolední program, který se většinou skládá z amerických seriálu a sitcomů. Regionální stanice také vysílají bulletiny v odpoledních a večerních hodinách, stejně jako delší zpravodajství v 19:30.
Hlavní vnitrostátní zpravodajství TV 2 se vysílá v 19:00 a 22:00, ale bulletiny v dopoledních hodinách – první v 07:00 a dále v 12:00, 14:00, 16:00 a 18:00 – byly přidány v průběhu let.
Mezi zahraniční vysílané pořady patří 2 Socky, 24 hodin, Ally McBealová, Angel, Beverly Hills 90210, Californication, Na zdraví, Zoufalé manželky, Pán času, Přátelé, Jericho, Joey, Anatomie lži, Melrose Place, Deník zasloužilé matky, Odpočívej v pokoji, Cesta do neznáma, Dva z Queensu či Hlas.
Většina pořadů, které nebyly produkovány v Dánsku jsou uvedeny v původním znění s dánskými titulky, ale animované seriály zaměřené na děti jsou vysílány a dabovány do dánštiny.